# Julia Paula
Julia Cornelia Paula ou Julia Paula était une femme de la noblesse romaine qui vécut au IIIe siècle. Brièvement femme de l'empereur Héliogabale, elle était issue de la gens Cornelia et d’ascendance syrienne. Le père de Paula, Julius Cornelius Paulus, était préfet du prétoire à Rome, même si ses parents ne sont pas connus. Paula reçut une bonne éducation.

## Biographie
En 219, Julia Maesa, la sœur ainée de l’impératrice Julia Domna arrangea le mariage de Julia Paula avec son petit-fils, l’empereur Héliogabale. La cérémonie qui se déroula à Rome fut somptueuse. Paula devint impératrice, première épouse d’Héliogabale et on lui attribua le titre d’Augusta.
Début 220, Héliogabale mit fin à son mariage avec Paula. Ils n’avaient pas d’enfant. Héliogabale divorça et épousa la Vestale Julia Aquilia Severa. Ce mariage fut considéré comme scandaleux car elle était encore une Vestale. En plus d’être amoureux de Severa, Héliogabale voyait dans son mariage une partie du processus religieux de dévotion au dieu soleil syrien El-Gabal et d’intégration d’El-Gabal dans la religion romaine.
Après le divorce, Héliogabale retira à Paula le titre d’Augusta. Elle se retira de la vie publique et on ne sait rien de sa vie après.

## Sources
- (en) Cet article est partiellement ou en totalité issu de l’article de Wikipédia en anglais intitulé « Julia Cornelia Paula » (voir la liste des auteurs).